# Clemente Vásquez
Carlos Raúl Clemente Vásquez González es un político ecuatoriano, quien fue prefecto de Manabí.

## Biografía
Resultó elegido como prefecto con el Partido Social Cristiano para el periodo de 1992 a 1996, posteriormente fue elegido diputado por la misma tienda política en representación de la provincia de Manabí en el Congreso Nacional del Ecuador. En 2019 se presentó como candidato a la prefectura de Manabí por una alianza entre el PSC, el movimiento Camino y el movimiento provincial Unidad Primero para un segundo periodo, aunque no resultó elegido.
En 2020 presentó su candidatura a la Asamblea Nacional por el Partido Social Cristiano, aunque no obtuvo una curul. En las Elecciones seccionales de 2023 fue candidato a la alcaldía de Portoviejo por la alianza Manabitamente (Movimiento CREO y el Movimiento Construye) obteniendo el 1.47% de los votos válidos.